# Дуронија
Дуронија (итал. Duronia) је насеље у Италији у округу Кампобасо, региону Молизе.
Према процени из 2011. у насељу је живело 284 становника. Насеље се налази на надморској висини од 864 м.

## Становништво
| 1936. | 1951. | 1961. | 1971. | 1981. | 1991. | 2001. | 2011. |
| ----- | ----- | ----- | ----- | ----- | ----- | ----- | ----- |
| 2.426 | 2.255 | 1.423 | 880   | 709   | 604   | 507   | 431   |